# Ding Feng
Ding Feng (chiń. upr. 丁峰; pinyin Dīng Fēng; ur. 19 marca 1987 w Changzhou) – chiński strzelec sportowy, brązowy medalista olimpijski.
Specjalizuje się w strzelaniu w pistoletu szybkostrzelnego. Brązowy medalista igrzysk olimpijskich w Londynie z 2012 roku.